# Cornelis Verolme

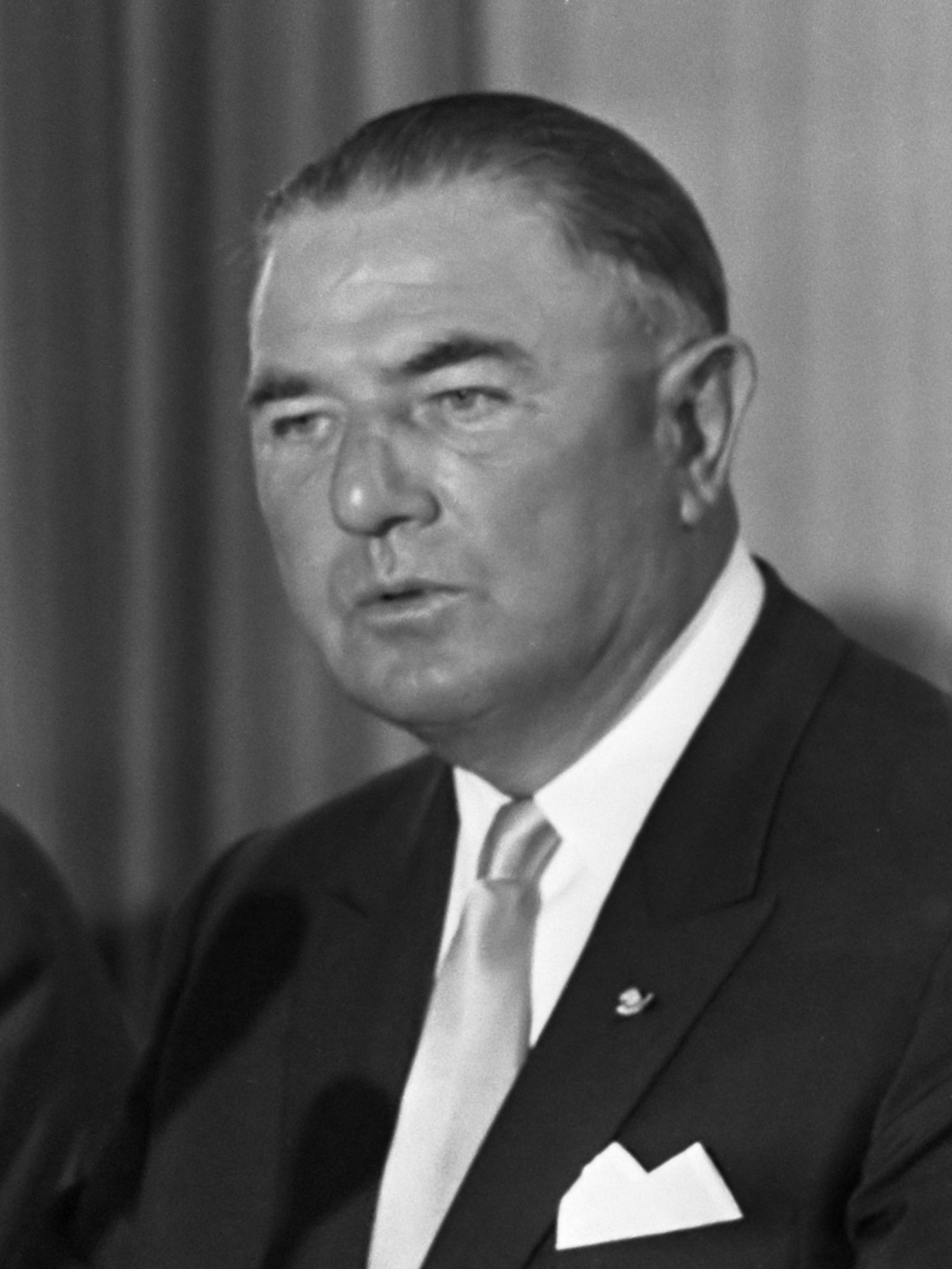
Cornelis Verolme (1968)

Cornelis Verolme (Nieuwe-Tonge, 4 september 1900 – Rotterdam, 5 april 1981) was een Nederlandse industrieel en scheepswerfmagnaat. Zijn bijnaam was koning van de stapelloop, de feestelijke ceremonie rond de tewaterlating van een nieuw schip.

## Begin
Verolme werd geboren in het dorpje Nieuwe-Tonge, op het Zuid-Hollandse eiland Goeree-Overflakkee. Hij was de zevende zoon in een boerengezin. Hij werd opgeleid tot smid en bankwerker aan de ambachtsschool te Middelharnis. Later haalde hij via avondcursussen een mts-diploma. Hij deed ervaring op bij verschillende werven en fabrieken. Toen hij 19 jaar oud was, werd hij tekenaar-constructeur bij de Rotterdamsche Droogdok Maatschappij NV (RDM).
In 1928 kwam Verolme in dienst van Stork in Hengelo, waar hij scheepsmachines construeerde en inbouwde. Hij bouwde contacten op met scheepswerven in binnen- en buitenland. Na de Tweede Wereldoorlog zat hij vol plannen voor een nieuwe opzet van het bedrijf, maar door meningsverschillen tussen de directie van Stork en Verolme kwam het tot een conflict. Verolme besloot ontslag te nemen en voor zichzelf te beginnen.

## Bedrijven

### Scheepsinstallatiebedrijf 'Nederland'
In 1946 startte hij in Hengelo een nieuwe onderneming, Scheepsinstallatiebedrijf 'Nederland'. Een jaar later verhuisde hij het bedrijf naar Rotterdam. De eerste werkplaats was een gebouw van 18 bij 10 meter aan de Nieuwe Maas bij IJsselmonde, waar hij begon met het repareren van installaties voor binnenschepen. Later ging hij ook motoren in zeeschepen inbouwen.
Ten gevolge van het oorlogsgeweld was er in die tijd een ernstig tekort aan schepen en materialen. Verolme verdiende veel geld met het opkopen en reviseren van motoren die uit gezonken schepen kwamen of door brand waren beschadigd.

### Verolme Scheepswerf Alblasserdam
In 1950 nam Verolme de in 1812 gestichte scheepswerf Jan Smit Czn. te Alblasserdam over en gaf die de naam 'Verolme Scheepswerf Alblasserdam' (VSA). Daarmee ging hij zich bezighouden met de bouw van zeeschepen. Verolme verwierf enkele belangrijke opdrachten uit Finland, waarvoor hij de motoren bouwde in zijn fabriek in IJsselmonde. Andere Rotterdamse werven volgden deze ontwikkelingen argwanend en beschouwden Verolme als een indringer.

### Verolme Scheepswerf Heusden
In 1954 nam Verolme de werf van De Haan & Oerlemans te Heusden over en maakte deze geschikt voor schepen met een laadvermogen tot 20.000 ton. De naam werd voortaan 'Verolme Scheepswerf Heusden' (VSH). Het grootste project van deze werf (weliswaar al lang niet meer in de periode-Verolme) was het baggerschip The Queen of the Netherlands, gedoopt door koningin Beatrix. De werf is in 1999 overgenomen door Scheepswerf De Hoop.

### Verolme Dok en Scheepsbouw Maatschappij
Op 21 december 1954 vond de oprichting plaats van Verolme Dok en Scheepsbouw Maatschappij NV (VDSM) in Rozenburg. Op 27 juni 1957 werd hier de grootste scheepswerf van Nederland geopend, waar mammoettankers konden worden gebouwd en Verolme de verdere groei in de scheepsbouwmarkt kon bijhouden.

### Verolme Verenigde Scheepswerven
Op 10 augustus 1955 werd Verolme Verenigde Scheepswerven NV opgericht, voor het buitenland Verolme United Shipyards, waarbinnen alle scheepsnieuwbouw- en scheepsreparatieactiviteiten werden gebundeld.

## De eerste mammoettankers
De economische ontwikkeling leidde tot een vraag naar steeds grotere schepen. In 1955 bouwde de werf in Alblasserdam een erts-olietanker, de 'P.G. Thulin', met recordafmetingen (lengte van 193 meter; breedte 25 meter; laadvermogen 26.500 ton). In datzelfde jaar besloot Verolme, als eerste scheepswerf, zich toe te leggen op de bouw van mammoettankers, tankers met een laadvermogen van meer dan 100.000 ton. De Suezcrisis in 1956 deed de vraag naar olietankers nog verder toenemen.
Door technische opleidingen op te zetten en door personeel van concurrenten aan te werven voorzag Verolme in de groeiende behoefte aan gekwalificeerde technici. Zijn succes en eigenzinnige werkwijze riepen tegenstand op van concurrerende scheepsbouwers – de oude, deftige bedrijven N.S.M. (Amsterdam), Wilton-Fijenoord (Schiedam), de Rotterdamsche Droogdok Maatschappij (Rotterdam) en de Koninklijke Maatschappij de Schelde (Vlissingen). Een dieptepunt in dit conflict was de weigering hem toe te laten als lid van de prestigieuze Koninklijke Roei- en Zeilvereniging De Maas, waar vooral de gevestigde havenbaronnen het voor het zeggen hadden.
Hoewel Verolme geen ervaring had met de bouw van marineschepen, kreeg hij van de Braziliaanse regering de opdracht om het voormalige Britse vliegdekschip 'Vengeance', dat door de Braziliaanse marine was aangekocht, te verbouwen. Ook richtte hij een eigen installatiebedrijf op, Verolme Elektra, te Maassluis.

## Internationale expansie
Rond 1960 begon Verolme zijn concern te internationaliseren. Zijn contacten met de Braziliaanse regering stelden hem in staat in 1959 een geheel nieuwe werf te bouwen in de baai Jacuacanga in de omgeving van Rio de Janeiro, compleet met woonwijken voor het personeel. In 1960 nam hij een oude werf over in Cobh bij Cork in Ierland.
Typerend voor het tempo waarin Verolme nieuwe schepen bouwde, was het gebruik om tegelijk met de bouw van een nieuwe scheepshelling te beginnen aan de bouw van het eerste schip. Als eerste werd het middenschip gebouwd, en naarmate de boeg en het achterschip vorderden, werden de helling, waarop het schip gebouwd werd, verlengd. Pas als het schip klaar was om te water te worden gelaten, kwam ook de helling tot in het vaarwater gereed.

## Terugval
In de jaren 60 liepen de opdrachten voor de Nederlandse scheepsnieuwbouw terug. Een regeringscommissie adviseerde in 1966 om de scheepswerven meer te laten samenwerken om een betere internationale concurrentiepositie te verwerven. Verolme besloot in juni 1967 een kredietgarantie van de overheid te vragen voor de bouw van een reparatiedok van circa 500.000 ton. Minister 
L. de Block van Economische Zaken bood ruim een jaar later financiering aan, op voorwaarde dat Verolme de Nederlandsche Dok en Scheepsbouw Maatschappij (NDSM) te Amsterdam zou overnemen, om deze van de ondergang te redden. Verolme nam dit aanbod aan, maar leed in de jaren daarop verlies, met name bij de bouw van mammoettankers in Amsterdam en Rozenburg. Vooral de stijgende loonkosten veroorzaakten verliezen.
De regering verwachtte dat een oplossing gevonden kon worden door de grote Nederlandse scheepswerven te integreren. Enige jaren eerder was het Rijn-Scheldeconcern ontstaan uit de Rotterdamsche Droogdok Maatschappij NV (RDM), de Koninklijke Maatschappij De Schelde NV en de Dok en Werf Maatschappij Wilton-Fijenoord NV.
In 1969 moest Cornelis Verolme afzien van het stemrecht op zijn aandelen in ruil voor een nieuwe kredietgarantie en in januari 1970 moest Verolme accepteren dat de Verolme Verenigde Scheepswerven NV met de Rijn-Schelde Machinefabrieken en Scheepswerven NV (RSMS) (kortweg 'Rijn-Scheldeconcern') fuseerde tot Rijn-Schelde-Verolme Machinefabrieken en Scheepswerven NV (RSV) en dat hij zijn positie als president-directeur verloor.
In 1983 ging Rijn-Schelde-Verolme failliet ondanks de 2,7 miljard gulden overheidssteun die het concern in de loop der jaren ontving. Verolme was drie jaar eerder al overleden. Oorzaken van de teloorgang waren onder meer de oliecrisis in 1973, waardoor de vraag naar olietankers wegviel, het gebrek aan samenhang tussen de bedrijven die gedwongen waren te fuseren, een structurele overcapaciteit, gecombineerd met ongefundeerd optimisme en de politieke onwil om ontslagen te laten vallen bij niet-renderende bedrijven. Het debacle leidde tot een Parlementaire enquête naar de RSV-werf waarvan het verslag 16 delen besloeg.

## Andere initiatieven
In 1965 stichtte Verolme Verolme Metallising, een bedrijf dat een nieuw type zonwering voor wolkenkrabbers produceerde. Het product heette eerst Metalon, maar in 1968 werd het omgedoopt tot 'Verosol' (van Verolme en soleil, zon). In 1972 werd een nieuw type zonwering ontwikkeld, gemaakt van gemetalliseerd textiel. Het bedrijf, gevestigd in Eibergen, Gelderland, bestaat nog altijd.
In 1964 was Verolme de voornaamste aandeelhouder bij de oprichting van het REM-eiland van de Reclame Exploitatie Maatschappij, die commerciële televisie-uitzendingen vanaf de Noordzee verzorgde. Enkele jaren later zou uit dit initiatief de omroep TROS ontstaan.

## Trivia
- De lijfspreuk van Cornelis Verolme luidde, “God geeft de vogelen de kost maar ze moeten er om vliegen“. De spreuk is ontleend aan de wijsheid van vader Cats: “Godt geeft de vogelen de kost, maer sy moeten er om vliegen. De vogels krijgen wel de kost, Maer zijn van moejte niet verlost“.
- Politicus, staatssecretaris en minister Chris van Veen (CDA), was een neef (oomzegger) van Cornelis Verolme.